# Saint-Bonnot

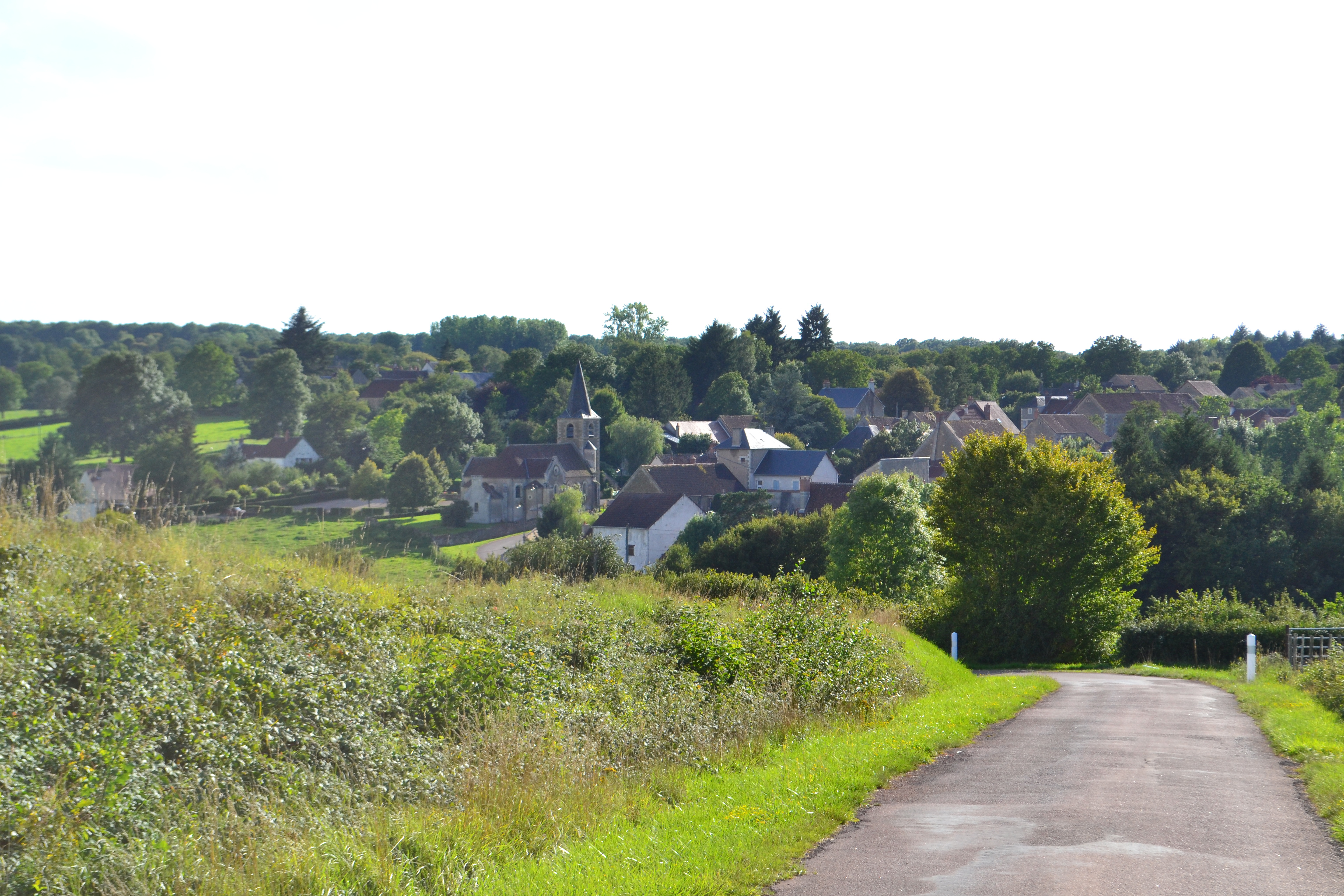
Saint-Bonnot (2011)

Saint-Bonnot ist eine französische Gemeinde mit 149 Einwohnern (Stand 1. Januar 2022) im Département Nièvre in der Region Bourgogne-Franche-Comté (vor 2016 Bourgogne). Sie gehört zum Arrondissement Cosne-Cours-sur-Loire und zum Kanton La Charité-sur-Loire.

## Nachbargemeinden
Saint-Bonnot liegt etwa 30 Kilometer nordnordöstlich von Nevers.
Nachbargemeinden von Saint-Bonnot sind Champlemy im Norden und Nordosten, Arzembouy im Osten, Giry im Süden und Südosten sowie Dompierre-sur-Nièvre im Westen und Südwesten.

## Bevölkerungsentwicklung
| Jahr                       | 1962 | 1968 | 1975 | 1982 | 1990 | 1999 | 2006 | 2011 | 2016 |
| Einwohner                  | 148  | 128  | 142  | 106  | 74   | 76   | 117  | 128  | 132  |
| Quellen: Cassini und INSEE |      |      |      |      |      |      |      |      |      |

## Sehenswürdigkeiten
- Kirche Notre-Dame